# Milton Pascowitch
Milton Pascowitch (Porto Alegre, 21 de agosto de 1949), é um engenheiro civil, empresário, e considerado lobista pela sua atuação no mega-esquema de corrupção da Petrobras. É irmão de José Adolfo Pascowitch e filho de Clara Pascowitch e Paulo Pascowitch.
Em 18 de maio de 2016, foi condenado a 20 anos e dez meses de reclusão por corrupção passiva, lavagem de dinheiro e organização criminosa.

## Apreensão
Diversos agentes da Polícia Federal apreenderam em 21 de maio de 2015, 60 quadros e 2 esculturas que pertenciam ao empresário Milton Pascowitch, que teve prisão preventiva decretada nessa fase da operação. Para a PF e para o Ministério Público Federal, as obras de arte eram usadas para lavar dinheiro oriundo do esquema de corrupção em contratos da Petrobras. Das 60 obras, 40 quadros estavam na casa de José Adolfo Pascowitch, e as duas esculturas e 20 quadros na casa do próprio Milton.

## Prisão
O lobista Milton Pascowitch foi preso na 13ª fase da Operação Lava Jato em São Paulo. Milton já havia prestado depoimentos à Polícia Federal na 9ª fase da operação.

## Participação no esquema
Ele é apontado como um dos operadores do esquema de propinas da Petrobras.
De acordo com o Ministério Público Federal, a empresa JD Consultoria, do ex-ministro da Casa Civil, José Dirceu, recebeu mais de R$ 1,4 milhão em pagamentos da Jamp Engenheiros, que pertence a Milton Pascowitch.
O vice-presidente da Engevix, Gerson Almada, que cumpre prisão em regime domiciliar, disse em depoimento que Milton Pascowitch intermediou o pagamento de propina da Engevix com a diretoria de serviços da Petrobras, que era ocupada por Renato Duque, que está preso em Curitiba.

## Prisão domiciliar
Milton Pascowitch fechou acordo de colaboração premiada em troca de redução de pena. O acordo foi homologado pela Justiça Federal em 29 de junho de 2015. Em 30 de junho, Milton deixou a carceragem em Curitiba e passou a cumprir prisão domiciliar.

## CPI da Petrobras
Milton Pascowitch ficou em silêncio na CPI da Petrobras, e a comissão pretende pedir a suspensão dos benefícios da delação premiada do empresário, preso pela Operação Lava Jato, acusado de intermediar pagamentos de propina de empresas contratadas pela Petrobras, como a Engevix, para diretores da estatal e para o ex-ministro chefe da Casa Civil, José Dirceu.

## Ligações externa
- «Inquérito Policial Milton Pascowitch» (PDF)
- «Os 22 depoimentos de Milton Pascowitch à justiça»